# Soenil Bahadoer
Soenil Bahadoer (Uitkijk, 21 augustus 1967) is een Surinaams-Nederlands chef-kok en horecaondernemer. In 1995 nam hij De Lindehof over, van 2015 tot aan de sluiting in 2025 had het restaurant twee Michelinsterren. 

## Jonge jaren

### Naar Nederland
Bahadoer is geboren in Suriname en komt uit een gezin van vijf kinderen. Hij groeide op in Uitkijk, een dorp in de buurt van hoofdstad Paramaribo. Zijn grootouders komen uit India, waardoor hij ook deze roots mee heeft gekregen in zijn opvoeding. In 1975, op 8-jarige leeftijd kwam hij naar Nederland. De eerste twee jaar woonden ze in Rotterdam samen met de gezinnen van zijn oom en tante. Zijn vader wil een eigen plek, met behulp van een maatschappelijk werker kregen ze een huis in een nieuwbouwwijk in de de Brabantse plaats Nuenen.

### Koksopleiding
Hij leerde de eerste kneepjes van het vak van zijn moeder, die graag kookt. Als hij kattenkwaad uit had gehaald en huisarrest kreeg kookte hij mee in huis om de tijd te doden. In zijn huidige werk als kok realiseert Bahadoer zich regelmatig dat hij bepaalde technieken letterlijk van zijn ouders heeft geleerd. Na de middelbare school gaat Bahadoer studeren aan de SKB, de voorganger van hotelschool De Rooi Pannen. Om een stageplaats te vinden stuurt hij vele brieven, hij komt moeizaam aan een baan. Terwijl klasgenoten bij hoogwaardige restaurants terecht komen, neemt Bahadoer genoegen met een brasserie in de buurt. Hij meent zelf dat dit kwam door zijn migratie-achtergrond. Bij de brasserie bakte hij pannenkoeken en een garnalencocktail. Zijn vader die werkte als schilder wilde graag dat zijn zoon bij hem kwam werken. Dat Bahadoer meer uren werkte dan hij betaald kreeg leidde tot onbegrip bij zijn vader.

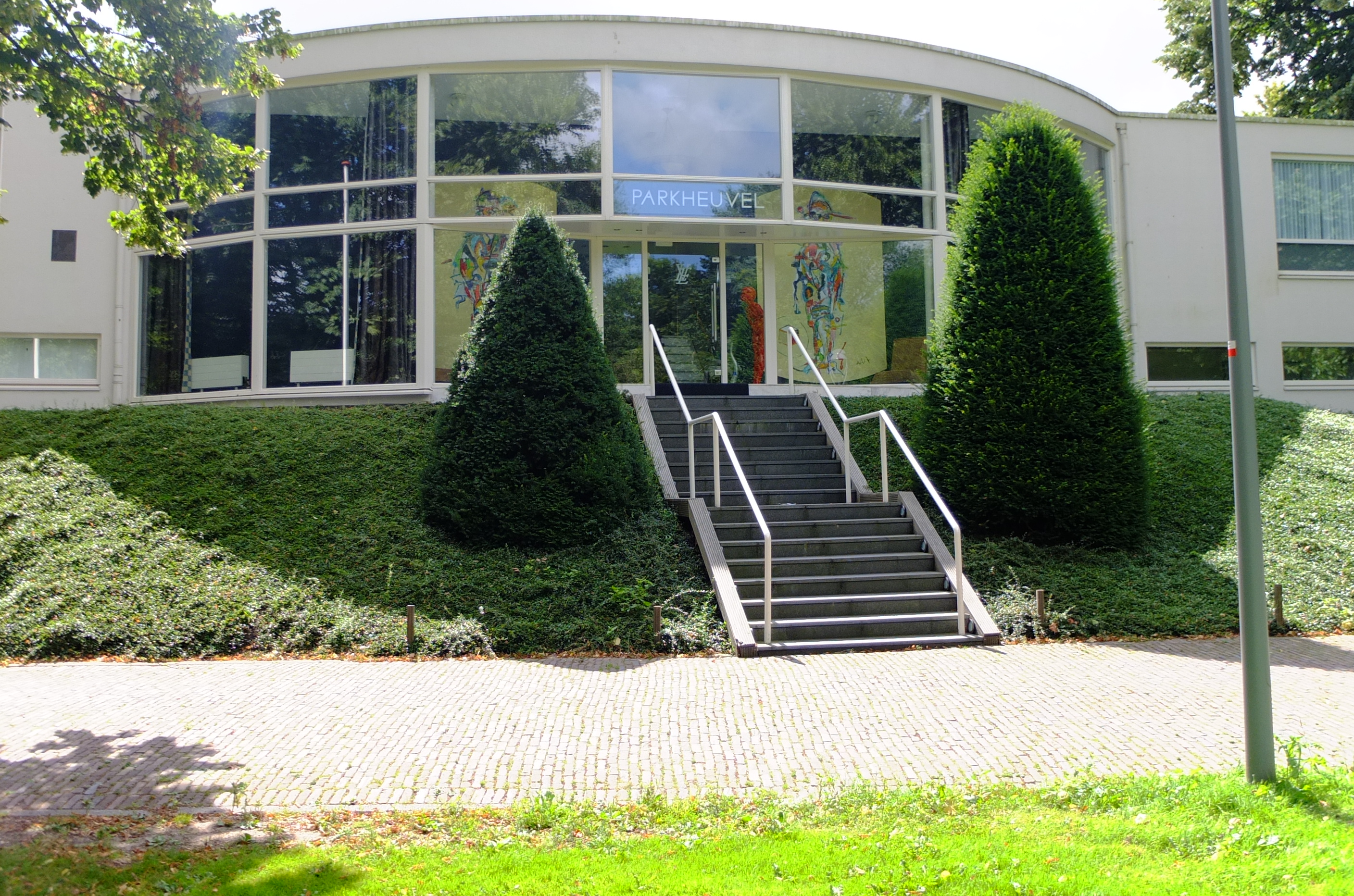
Restaurant Parkheuvel in Rotterdam, waar Bahadoer werkte onder chef-kok Cees Helder. In die jaren onderscheiden met drie Michelinsterren.

Bahadoer werkte na zijn studie als kok en chauffeur voor defensie in Den-Bosch en later in Haarlem. Hierna kwam hij gemakkelijker aan een baan en werkte hij onder andere bij sterrenrestaurants Parkheuvel onder Cees Helder en Scholteshof van Roger Souvereyns in België. Bahadoer noemt Souvereyns en Helder zijn grootste leermeesters.

## De Lindehof

### Opening
Bahadoer werd op 1 mei 1995 mede-eigenaar van restaurant De Lindehof in Nuenen. De voormalig eigenaar Gerard Holtslag verkocht het restaurant na het vertrek van zijn chef-kok Gerard Wollerich. Daarvoor had het restaurant sinds 1992 een Michelinster. Soenil Bahadoer behaalde in 2004 zijn eerste Michelinster en in 2015 de tweede.

### Erkenning
In 2024 is het restaurant onderscheiden met 18 van de 20 punten in de GaultMillau-gids. Diezelfde gids riep hem in 2020 uit tot 'Chef van het Jaar'. De zaak staat al jaren in de top 10 van de Nederlandse culinaire gids Lekker. In 2023 stonden zij op plaats 6, de hoogste notering is plaats 5 in 2020.

### Sluiting
In januari 2025 maakte Bahadoer bekend op 1 mei 2025 restaurant De Lindehof te sluiten. Het restaurant stond op die datum precies 30 jaar onder leiding van Bahadoer. In diezelfde periode kondigde Bahadoer aan om in juli 2025 een nieuw restaurant te openen genaamd GEM. De locatie is het poortgebouw van Kasteel Gemert in Gemert.

## Kookstijl
Zijn kookstijl definieert hij zelf als Frans-Surinaams. Bahadoer zijn favoriete ingrediënt is vadouvan. Hij waardeert de perfecte balans tussen de Indiase en Franse keuken van het kruidenmengsel.

## Privé
Bahadoer is getrouwd en heeft twee kinderen.
- International Standard Name Identifier: 0000 0004 9161 4648
- Nederlandse Thesaurus van Auteursnamen: 345611705
- Virtual International Authority File: 292083584